# 毕得经

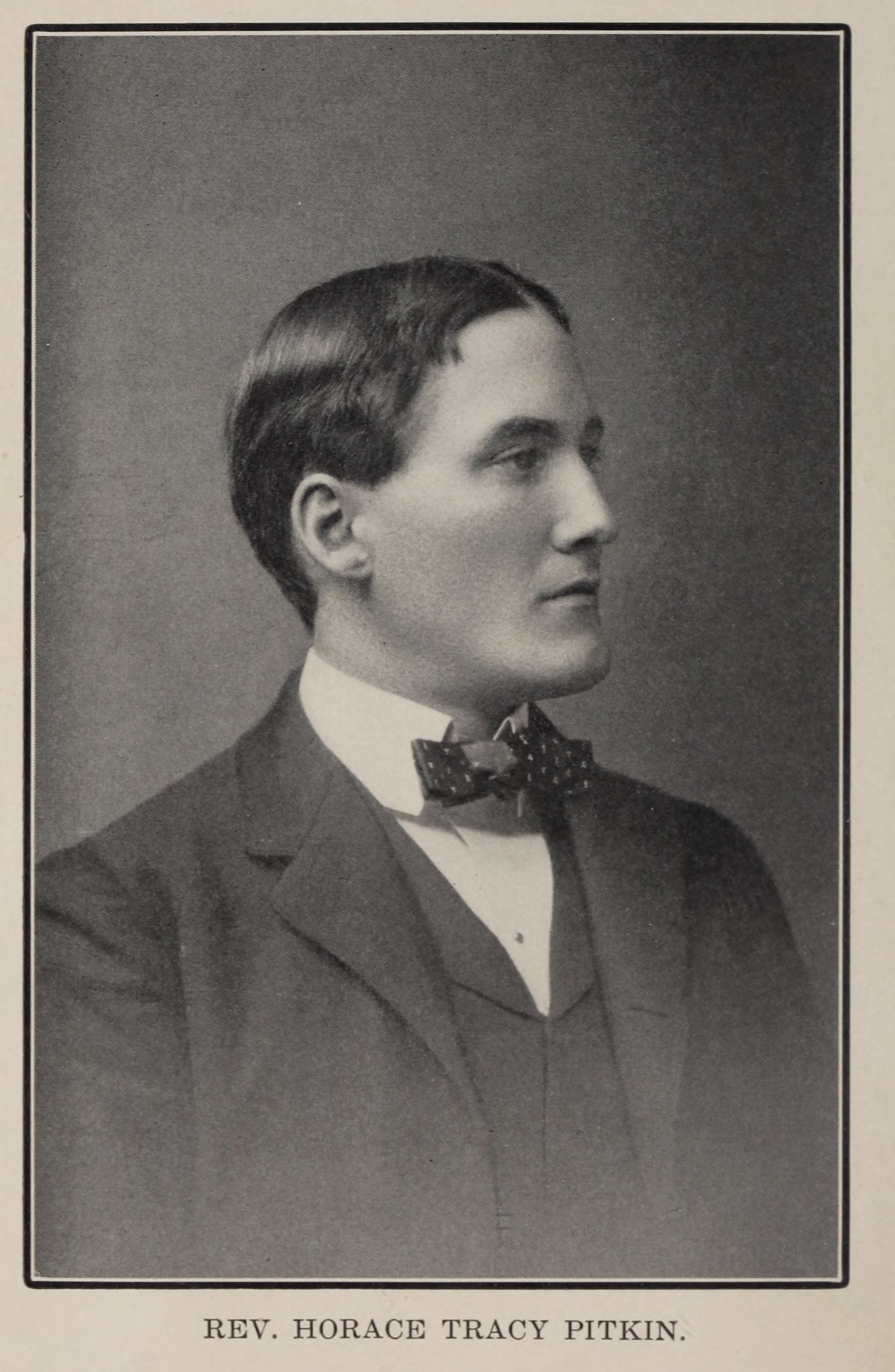
毕得经

毕得经（Horace Tracy Pitkin；1869年—1900年7月1日），美国公理会差会传教士，在1900年义和团事件期间在中国保定被杀。为了纪念他，母校耶鲁大学的学生建立了雅礼协会。

## 早年
毕得经于1869年出生在费城。他的母亲是耶鲁学院的创建人伊利胡·耶鲁的后裔。毕家住在康涅狄格州哈特福德县的曼彻斯特。1884年，毕得经就读于坐落在新罕布什尔州埃克塞特镇的名校菲利普斯埃克塞特学院，在中学时代已颇为虔诚，热心于校园福音工作，在校园基督教奋进运动中发挥了主导作用，使得當地的酒館紛紛歇業改行。他在1888年19岁时进入耶鲁大学，在音乐、写作和志愿者活动方面表现出色，帶領学生团契和主日学，因阳光的性格和坚定的信念而广受赞赏。。
1889年夏天，毕得经和他领导的学生团契前往马萨诸塞州由布道家德怀特·莱曼·穆迪开办的北田学校（Northfield School），参加一年一度的北田布道会（Northfield Conference），在布道会上，他深受穆迪的呼召“在我們這一代，將福音傳遍世界”的吸引，带头签署了学生志愿运动的誓言：“我願意、渴望、如主應允，成為一位海外传教士。”（I am willing, and desirous, God permitting, to be a foreign missionary.）。由于他的热切，带动了大批学生一同加入海外宣教事业。1892年从耶鲁大学毕业后，他进入纽约协和神学院，又担任学生志愿运动的秘书一年。1894年，他与毕业于马萨诸塞州曼荷莲学院的未婚妻雷蒂莎（Letitia Thomas），一起申请加入美国公理会差会。

## 在中国工作和殉道
1896年，毕得经毕业于纽约协和神学院，并和雷蒂莎结婚。新婚夫妇于1896年11月从纽约启航，经过圣地、埃及和印度，于1897年3月7日到达上海，5月在天津登陆。在直隶省的保定，接受美国公理会差会的中文訓練。
1900年发生义和团事件，6月，清廷明确表示支持仇教排外的义和团，将主张镇压的直隶布政使廷杰调离，而将主张扶植的廷雍升任为直隶布政使。廷雍下令紧闭城门，不许传教士和中国基督徒逃走，并派张协戎督兵镇压教民，任由义和团在数日内，将直隶省的教堂几乎全数烧毁，许多传教士被杀。其中在保定的新教传教士及其子女23人，全部在6月30日和7月1日（农历六月四、五日）两天内，在南城外的凤凰台（今环城南路医药公司西侧）被杀，中国教徒被杀100多人。殉道者中包括北关教堂的美北长老会传教士，包括莘格思（Frank Edson Simcox）牧师一家五口，侯德祚医生（Cortlandt V. R. Hodge）夫妇，罗著志医生（罗子云，George Yardly Taylor）；南关教堂的美国公理会传教士毕得经牧师、莫姑娘（Mary Susan Morrill）及顾姑娘（Annie Allender Gould ）三人；以及在保定的英国内地会传教士顾正道（William Cooper）和贝格耨（Benjamin Bagnall）。毕得经是在7月1日遭斩首，他的頭被祭於義和團所拜的神祇桌前，又掛在保定府前三天三夜。当时，他的妻子和尚在襁褓中的儿子小何理正在美国。毕得经请老万留给家人遗言：“如今我们或许不能活着看到动乱的结局，然而，这是为了最高的使命而就义。请告诉小何理的母亲，祝福小何理，他父亲的遗愿就是当何理25岁的时候，要以宣教士的身份回到中国。”
毕得经的死促使耶鲁大学的一些学生创建了一个组织，向中国派遣传教士。一个学生说“毕得经的殉难... 让我下定决心，看看是否可能，让我们作为耶鲁人，为毕得经的牺牲，以某种方式作出补赎。”雅礼协会（The Yale Mission in China）成立于1901年6月。